# 坎皮略德列雷纳
坎皮略德列雷纳，是西班牙埃斯特雷马杜拉巴达霍斯省的一个市镇。总面积234平方公里，总人口1711人（2001年），人口密度7人/平方公里。